# Wołodymyr Iwaszko
Wołodymyr Antonowicz Iwaszko (ros. Владимир Антонович Ивашко, ukr. Володимир Антонович Івашко, ur. 28 października 1932 w Połtawie, zm. 13 listopada 1994 w Moskwie) – radziecki działacz partyjny i państwowy pochodzenia ukraińskiego.

## Życiorys
W 1956 ukończył studia w Instytucie Górnictwa w Charkowie. Od 1957 do 1967 asystent, a następnie wykładowca Instytutów Budownictwa Maszyn, Automatyzacji i Komputeryzacji, a także Instytutu Radiofizyki obecnego Uniwersytetu Charkowskiego. Członek KPZR od 1960. Od 1968 sekretarz Komitetu Partii w Instytucie Korespondencyjnym Politechniki Kijowskiej. W 1973 został szefem Departamentu Naukowo-Wychowawczego przy Charkowskiej Radzie Obwodowej. W 1978 również sekretarz do spraw ideologii, takie też stanowisko piastował w Komitecie Centralnym Ukraińskiej Partii Komunistycznej. Od 4 czerwca do 9 lipca 1990 pełnił urząd Przewodniczącego Rady Najwyższej Ukraińskiej SRR. Jego następcą na tym stanowisku został późniejszy pierwszy prezydent Ukrainy Łeonid Krawczuk.
Przez krótki czas, od 24 sierpnia 1991, pełnił obowiązki sekretarza generalnego KC KPZR. Stało się tak, kiedy Michaił Gorbaczow (zachowując zarazem funkcję prezydenta ZSRR do grudnia tegoż roku) ustąpił z funkcji partyjnego lidera z powodu zawieszenia działalności partii przez władze Rosji (a w konsekwencji także innych republik). Tym samym jego obowiązki automatycznie przejął drugi w hierarchii partyjnej Iwaszko. Jego władza z racji zawieszenia działalności partii oraz właściwie przesądzeniu jej dalszych losów (Gorbaczow rezygnując wezwał ją do samorozwiązania, a republikańskie władze Rosji przygotowywały przejęcie jej majątku przez państwo), była tylko formalna. 29 sierpnia KPZR została rozwiązana.
Został odznaczony m.in. Orderem Czerwonego Sztandaru Pracy i Orderem Przyjaźni Narodów.